# Fahlflügelstar
Der Fahlflügelstar (Onychognathus nabouroup) ist eine Vogelart aus der Familie der Stare.
Er ist in Angola, Botswana, Namibia und Südafrika verbreitet.
Der Lebensraum umfasst trockene und halbtrockene Gebiete in Südwestafrika, bevorzugt mit Felsen, Hängen und Schluchten bis 2000 m Höhe.
Paare und kleine Gruppen leben in Halbwüsten und Wüsten, wo sie felsige Gebiete und Klippen bevorzugen, aber sie kommen auch in Städten und Buschland vor, wo sie nach Nahrung suchen.
Die Art ist vermutlich Standvogel.
Das Artepitheton bezieht sich auf den Vogelnamen in der Lokalsprache der Nama.

## Merkmale

### Körperbau und Gefieder
Der Fahlflügelstar ist ein etwa 27 cm großer Star mit einem Gewicht von 94 bis 122 g. Der Vogel hat ein schwarzes, glänzendes Federkleid mit einem bläulichen Schimmer. Beim Flug zeigen sich auf beiden Flügeln weißliche Flügelflecken. Die Augen sind gelb, orange-rötlich und besitzen eine schwarze Iris. Die Geschlechter unterscheiden sich nicht.
Hauptmerkmal zur Abgrenzung gegen den Red-winged Starling sind die gelb oder orangen Augen und der kürzere Schwanz. Der weiße Flügelfleck ist sehr charakteristisch. Jungvögel sind matter gefärbt und haben braune Augen.
Die Art ist monotypisch.

### Lautäußerungen
Fahlflügelstare geben beim Fliegen eine klingendes und melodiöses „preeeeooo“ von sich und machen oft mit einem abwechslungsreichen Trällern auf sich aufmerksam. Beide Geschlechter rufen von einer Warte aus. Das Trillern erinnert an das des Rotschulter-Glanzstars (Lamprotornis nitens).

## Lebensweise und Verhalten

### Nahrung und Sozialstruktur
Diese Art ernährt sich von verschiedenen Früchten, Samen und Wirbellosen wie Insekten und Würmern, die sie in der Dämmerung jagt. Oft suchen sie sich auch Nahrung in offenen Gebäuden und Gärten. Der Fahlflügelstar tritt sowohl in Paaren als auch in kleinen Gruppen auf.

### Fortpflanzung
Die Art brütet zwischen Oktober und März in Südafrika, zwischen November und April in Namibia. Das Nest wird in Halbkolonien auf Klippen angelegt. Ein Paar legt zwei bis fünf Eier, die ausgebrütet werden. Eine zweite Brut ist möglich. Die Art lebt monogam.

## Gefährdungssituation
Die Art gilt als nicht gefährdet (Least Concern).